# Mike Fraser
Mike Fraser es un productor y mezclador de álbumes musicales de nacionalidad canadiense.
Ha desarrollado su trabajo con destacadas estrellas y grupos de rock mundialmente reconocidos como AC/DC, Metallica, Aerosmith o Joe Satriani entre otras muchas.
Ha resultado ganador del premio Juno al ingeniero de grabación del año en dos ocasiones (1989 y 1992).

## Créditos
- 30 Odd Foot of Grunts, Bastard Life or Clarity
- AC/DC - The Razors Edge, Ballbreaker, Live, Stiff Upper Lip, AC/DC remasters, Black Ice, Plug Me In, No Bull, Iron Man 2 (soundtrack) River Plate
- Adema, Insomniac's Dream
- Aerosmith, Permanent Vacation, Pump
- Airbourne, No Guts, No Glory
- Amen, We Have Come for Your Parents, Death Before Musick
- The Answer, Everyday Demons
- Armchair Cynics, Killing The Romance
- Art of Dying debut album: Art of Dying, Five Days at Rock Beach, Die Trying duet with Shaun Morgan
- Bad Religion, 30 Years Live DVD
- Bif Naked, The Promise
- Biffy Clyro, Puzzle
- The Blood Brothers, Burn Piano Island Burn
- Bloodsimple, Cruel World
- Blue Murder, Blue Murder, Nothin' But Trouble
- Bryan Adams, Reckless
- Buckcherry, All Night Long Album
- The Cheer, Shot With Our Own Guns, Single
- Chickenfoot, Chickenfoot, Live in Phoenix 5.1 DVD
- Chickenfoot - Upcoming 2011 Release
- Chilliwack, Look In Look Out
- Colin James, Rooftop & Satellites
- The Cult, Sonic Temple, Rare Cult, "Ceremony"
- Dan Reed Network, Dan Reed Network, Heat
- Dave Perkins, Innocence
- Die Mannequin, Fino + Bleed
- Dio, Strange Highways
- Disturbance, We Come Out at Night
- Elias, All We Want, Thousand Pieces
- Elvis Costello, ITUNES - Live Acoustic Set
- Enter Shikari, A Flash Flood Of Colour
- Faber Drive, By Your Side
- Fast Romantics, The Fast Romantics, Kidcutter
- Finger Eleven, Live Radio Concert
- Franz Ferdinand, Tonight: Franz Ferdinand
- Glassjaw, Worship and Tribute
- Gob, F.U.
- Gorky Park, Gorky Park
- Hail the Villain, Population: Declining
- Hatebreed, Rise of Brutality
- Hedley, Hedley
- Hedley Famous Last Words
- Hedley - The Show Must Go - Mixed the songs Hands Up, Amazing, Friends Shelter, Young & Stupid, Sweater Song
- Hinder, Extreme Behavior
- IllScarlett, All Day With It
- Jackie Greene, Giving Up The Ghost
- Jackyl, Push Comes to Shove, Cut the Crap, Stayin' Alive
- Jets Overhead, Heading For Nowhere, I Should Be Born, "Bystander"
- Jimmy Page, Pride and Joy
- Joe Satriani, Crystal Planet, Engines of Creation, Live in San Francisco, Is There Love in Space?, Super Colossal, Black Swans and Wormhole Wizards
- The Jokers, The Big Rock & Roll Show
- Kelly Rowland, Unity
- Kim Mitchell, I Am a Wild Party
- Koritni, Lady Luck, Game Of Fools
- Krokus, Blitz
- Lillix, Dance Alone, Nowhere To Run
- Loverboy, Loverboy
- Marea, En mi hambre mando yo
- Marianas Trench, 6 tracks on Masterpiece Theatre including
- Melissa Auf Der Maur, 4 tracks on Out Of Our Minds
- Metallica, Live Shit: Binge & Purge, Garage Inc.
- Mötley Crüe, Supersonic and Demonic Relics, Live DVD "Carnival Of Sins"
- Mother Mother, Eureka
- Norah Jones, My Blue Heaven
- Ozzy Osbourne, 30th Anniversary Edition DVD
- Paul Janz, Electricity
- Pete., Pete.
- Pointed Sticks, Three Lefts Make A Right
- Poison, Flesh & Blood
- Pound, Same Old Life
- Prism, "Young & Restless"
- The Power Station, Living in Fear
- The Rankin Family, "Fare The Well Love, Rise Again, Breath Dream Pray Love
- Robert Palmer, Don't Explain
- Rush, Exit...Stage Left, Show of Hands
- Sam Roberts, Love At The End Of The World
- Seals & Crofts, Sudan Village
- Shades Apart, Eyewitness
- Shiloh, Picture Imperfect
- Slipknot, Iowa
- Social Code, Rock N' Roll
- Something Corporate, Leaving Through the Window
- Southgang, Tainted Angel
- Stars Of Boulevard, You Can Take The Money
- State Of Shock, Life Love & Lies Money Honey, Hearts That Bleed, Rollin, When Did Love Leave
- Steeve Estatof Le poison Idéal
- Strapping Young Lad, The New Black
- Team Sleep, Team Sleep
- The Fast Romantics, The Fast Romantics, Kid Cutter
- Theory Of A Deadman, Acoustic Tracks
- Thunder, Back Street Symphony, Behind Closed Doors, Only One
- Tom Cochrane & Red Rider, Victory Day
- The Trews, Radio Mix of Sing Your Heart Out, Hope and Ruin
- Van Halen, Balance
- Vex Red, Start with a Strong and Persistent Desire
- Vince Neil, Carved in Stone
- The Virginmarys, 6 tracks on Cast The First Stone
- Versus The Nothing, Killer, Excuse Me, on Black Gloves EP
- Voodoo Six, First Hit For Free
- Young Artists for Haiti, Wavin' Flag'
- Yngwie Malmsteen, Seventh Sign, Archives
- Molotov (banda), Solo Delira

## Soundtracks
- Iron Man 2 Soundtrack
- American Pie
- Private Parts
- Legally Blonde